# David Accam
David Accam (Acra, Ghana, 28 de septiembre de 1990) es un futbolista ghanés que juega como delantero en el F. C. Inter Turku de la Veikkausliiga de Finlandia.

## Selección nacional
Ha sido internacional con la selección de fútbol de Ghana en 10 ocasiones y ha convertido un gol.

### Participaciones en Copas Africanas
| Copa                           | Sede              | Resultado  | Partidos | Goles |
| ------------------------------ | ----------------- | ---------- | -------- | ----- |
| Copa Africana de Naciones 2015 | Guinea Ecuatorial | Subcampeón | 1        | 0     |

## Clubes
| Club                 | País           | Año       |
| -------------------- | -------------- | --------- |
| Ledbury Town FC      | Inglaterra     | 2009-2010 |
| Evesham United FC    | Inglaterra     | 2010-2011 |
| Östersunds FK        | Suecia         | 2012      |
| Helsingborgs IF      | Suecia         | 2012-2014 |
| Chicago Fire         | Estados Unidos | 2015-2017 |
| Philadelphia Union   | Estados Unidos | 2018-2019 |
| Columbus Crew S. C.  | Estados Unidos | 2019      |
| Nashville S. C.      | Estados Unidos | 2020-2021 |
| Hammarby IF (cedido) | Suecia         | 2021      |
| F. C. Inter Turku    | Finlandia      | 2022-     |